# Saison 1 de The Carmichael Show
Chronologie
Saison 2
Cet article présente le guide des épisodes de la première saison de la série télévisée américaine The Carmichael Show.

## Généralités
- Aux États-Unis, la saison a été diffusée par blocs de 2 épisodes du 26 août 2015 au 9 septembre 2016 sur le réseau NBC.
- Au Canada, elle a été diffusée du 26 août 2015 au 16 septembre 2016 sur le réseau Global.

## Distribution

### Acteurs principaux
- Jerrod Carmichael : Jerrod Carmichael
- Amber Stevens West : Maxine
- Lil Rel Howery : Bobby Carmichael
- Tiffany Haddish : Nekeisha
- Loretta Devine : Cynthia Carmichael
- David Alan Grier : Joe Carmichael

### Acteurs récurrents
- Isiah Whitlock, Jr. (en) : Reverend Carlson

## Épisodes

### Épisode 1: Titre français inconnu (Pilot)
- États-Unis /  Canada : 26 août 2015 sur NBC[1] / Global[2]

- États-Unis : 4,83 millions de téléspectateurs[3] (première diffusion)

### Épisode 2: Titre français inconnu (Protest)
- États-Unis /  Canada : 26 août 2015 sur NBC / Global

- États-Unis : 4,07 millions de téléspectateurs[3] (première diffusion)

### Épisode 3: Titre français inconnu (Kale)
- États-Unis /  Canada : 2 septembre 2015 sur NBC / Global

- États-Unis : 4,77 millions de téléspectateurs[4] (première diffusion)

### Épisode 4: Titre français inconnu (Gender)
- États-Unis /  Canada : 2 septembre 2015 sur NBC / Global

- États-Unis : 3,90 millions de téléspectateurs[4] (première diffusion)

### Épisode 5: Titre français inconnu (Prayer)
- États-Unis : 9 septembre 2015 sur NBC
- Canada : 16 septembre 2015 sur Global

- États-Unis : 4,60 millions de téléspectateurs[5] (première diffusion)

### Épisode 6: Titre français inconnu (Guns)
- États-Unis : 9 septembre 2015 sur NBC[6]
- Canada : 16 septembre 2015 sur Global

- États-Unis : 3,80 millions de téléspectateurs[5] (première diffusion)